# Havihegy

Havihegy Pécs térképén

Havihegy vagy Havi-hegy (korábban Kakasdombnak ill. Kokasváry-hegynek is hívták) Pécs egyik városrésze a Mecsek déli oldalán. Innen nyílik az egyik legszebb kilátás a Pécs városra. A terület kiemelkedő eseménye a havihegyi búcsú. A búcsúhoz szervesen hozzátartoznak az árusok sátrai, a kirakodók vására. Tengerszint feletti magassága 170–246 m.

## Története
A hegy a földtörténeti újkor miocén időszakában keletkezett szarmata mészkőből. Elsősorban elpusztult mészvázú tengeri élőlények felhalmozódott maradványai hozták létre a kőzet anyagát. A miocén kor óta a Mecsek folyamatosan emelkedett ki a tengerből. Meredek partjait erős hullámverések alakították, előtte egy közel sík sekély vizű sáv alakult ki. A meredek fal az abráziós fal, a közel sík sekély vizű partszakasz az abráziós terasz. Ilyen terasz a Havihegy felülete is.
A városrész a török korban őrhely volt valószínűleg.
A Havi-hegy déli, délnyugati oldalán (inkább a hegy lábánál) 1722-ben még csak hét utca létezett. A Havi-hegy aljának beépítése 1786 után felgyorsult, ám a még jelentősebb fejlődés ebben a városrészben 1828 után kezdődött. Pesty Frigyes adatközlője szerint a Havi-hegy 1865-ben „szölöüvel beültetett meredek, sziklás hegy. Nevét a dombon épített Haviboldogasszony Kápolnától nyerte.”
1690-ben kitört Pécsett a pestisjárvány. Akkor a város lakói fogadalmat tettek, hogy a járvány elmúltával emlékkápolnát emelnek a Kokas-dombon. Fogadalmukhoz híven az építőanyagot kézben hordták fel a meredek hegyoldalon. Bárdos István szerint a kápolna építésére engedélyt kért a német polgárság Karaffa generálistól, aki báró Kurcz prefektust bízta meg a hely kijelölésével. Legalkalmasabbna látszott a város fölött elterülő magaslat, melyet azelőtt „Kakasdomb”-nak vagy „Bajraktár”-nak hívtak. (Bajraktar török szó, zászlót jelent). Valószínűleg itt tartotta a török örseit.
Az ismétlődő pestisjárványok nyomasztó hatása alatt 1713. augusztus 25-én határozta el Pécs város tanácsa, hogy az akkori piactéren  (ma Széchenyi tér) Szentháromságszobrot állíttat. A Szentháromság-emlék érdekes történetét Romváry Ferenc dolgozta fel.

## Határai
- Nyugaton a Tettye utca (Mecsekoldal)
- Északon a Tettye tértől némileg északra, illetve a Havi dűlő (Mecsekoldal), a Gyükés köz és az Égett-hegyi út (Gyükés)
- Keleten a Wass Albert út (Piricsizma)
- Délen az Ady Endre út (Budai városrész) és az Ágoston tér (Belváros)

## Képek

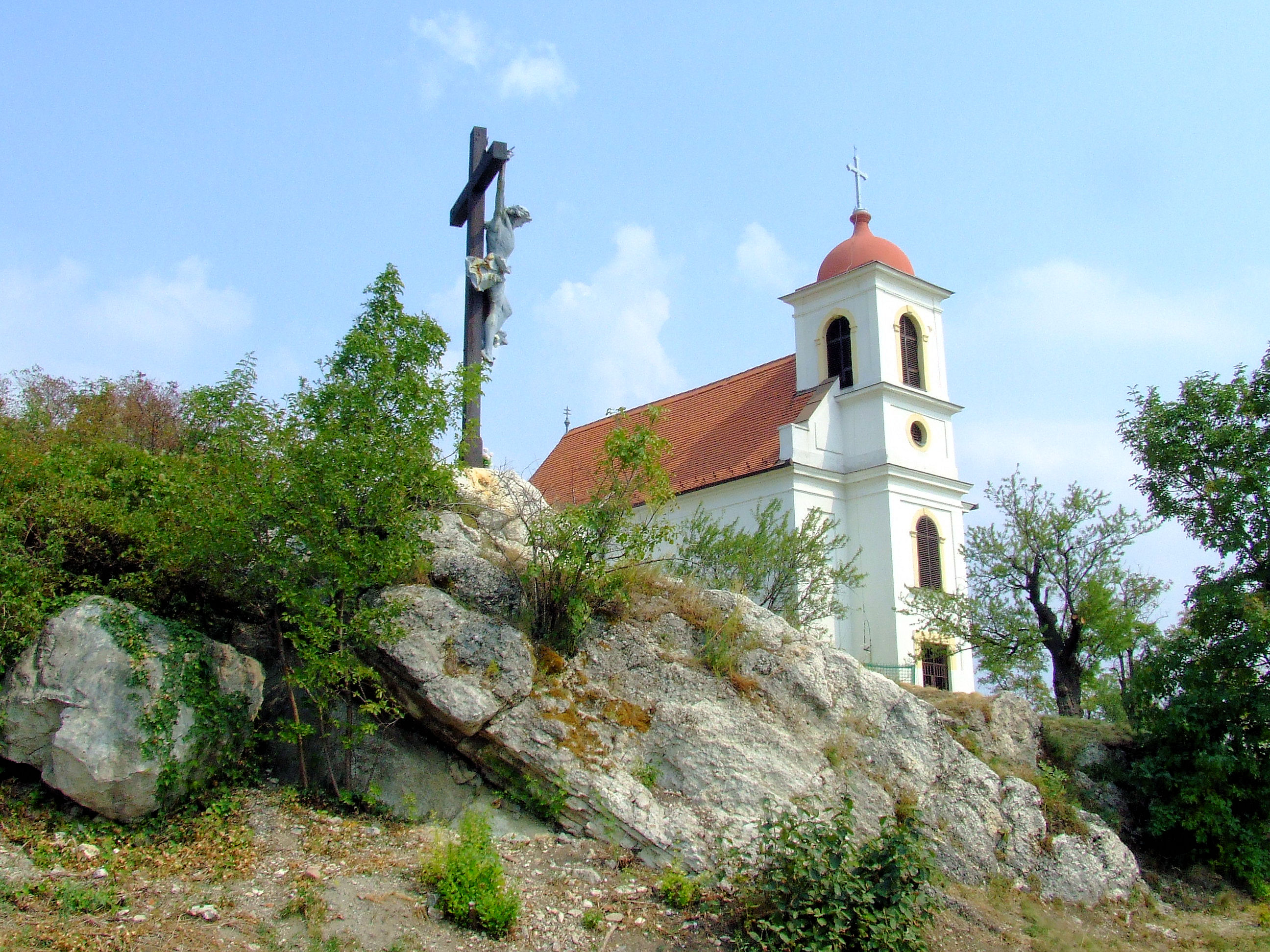
Havihegyi kápolna a feszülettel
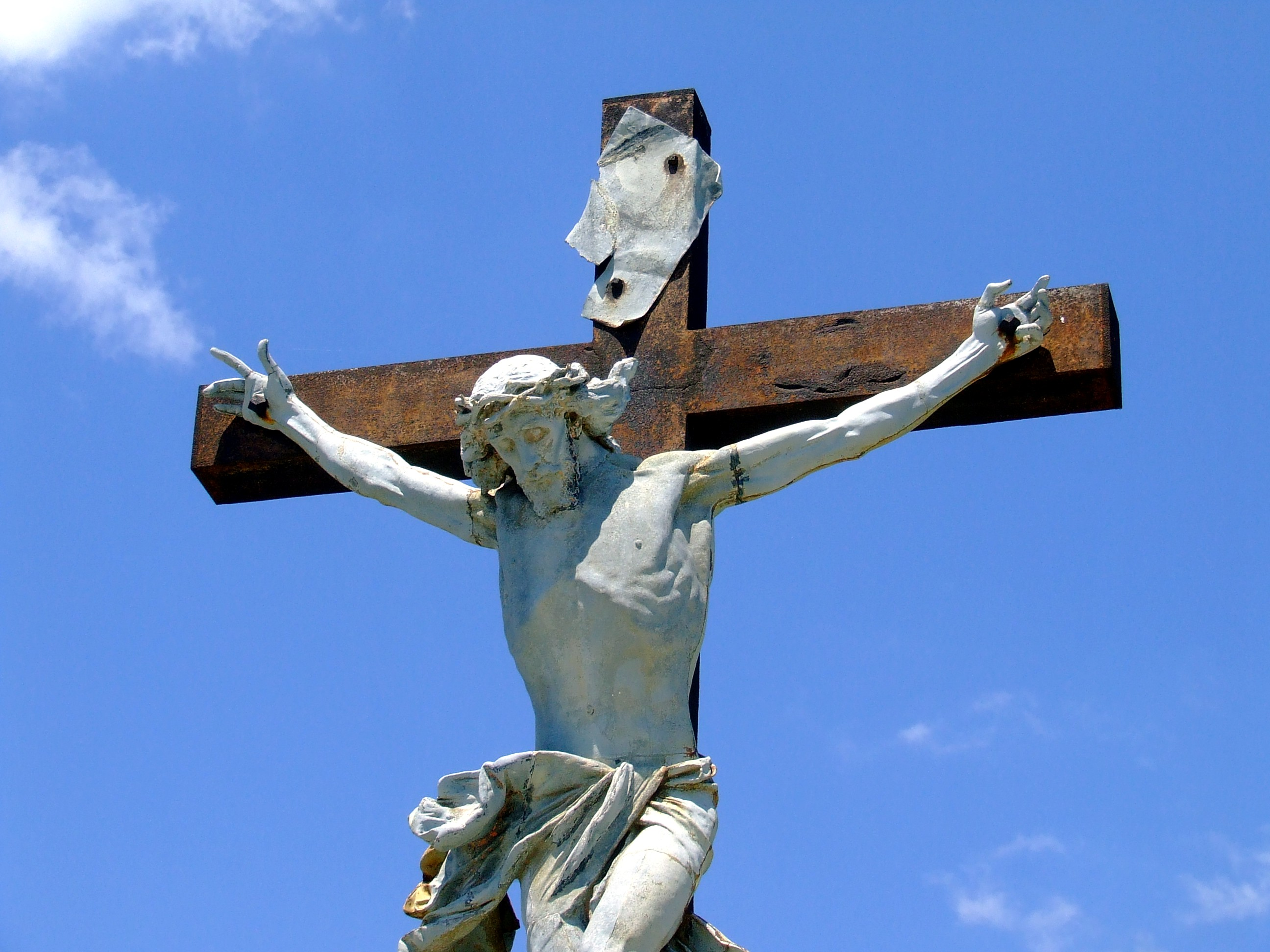
Feszület (részlet)
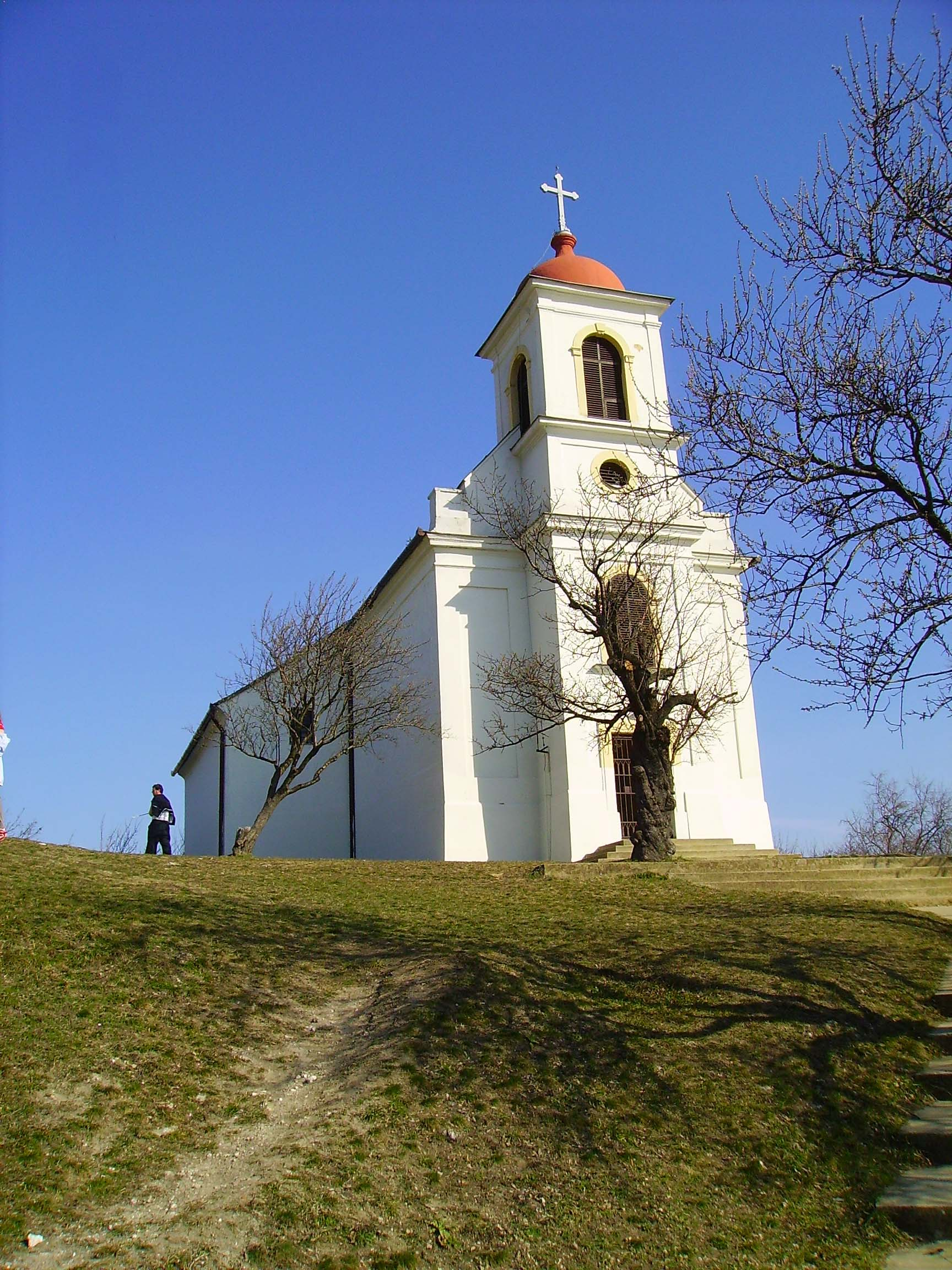
A havihegyi kápolna bejárata
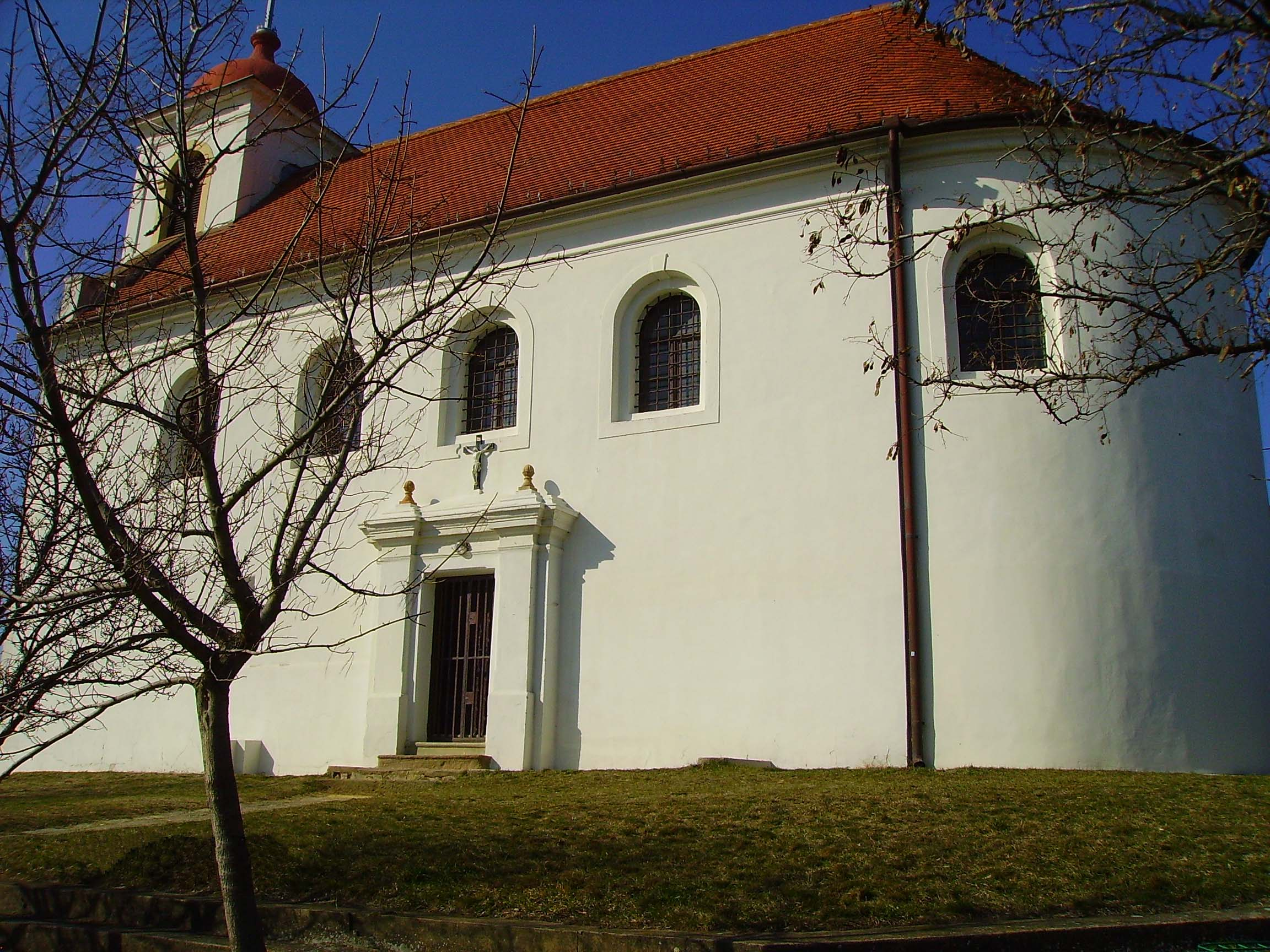
A kápolna déli oldala
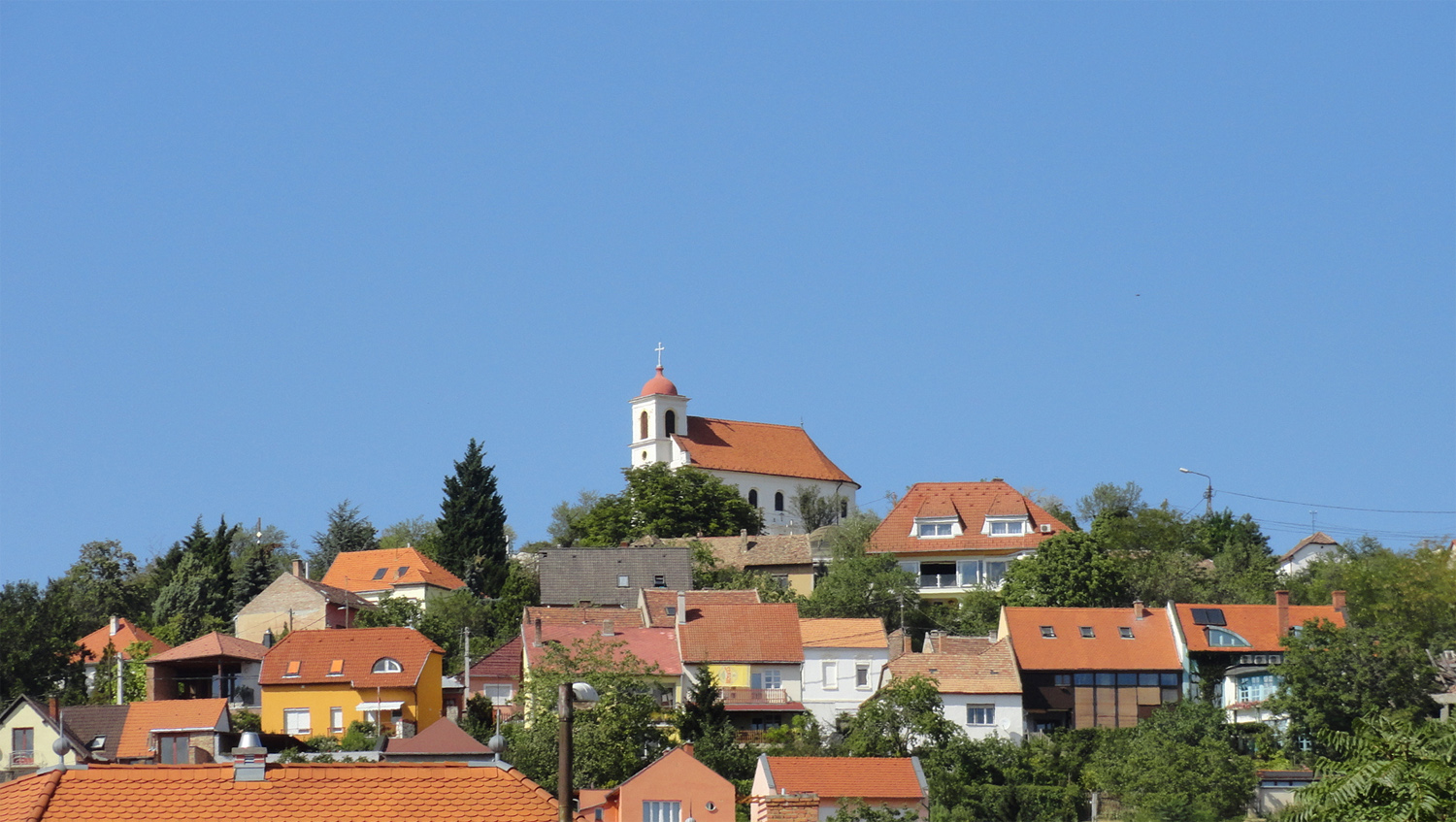
A Havihegyi kegykápolna a Király utca felől nézve
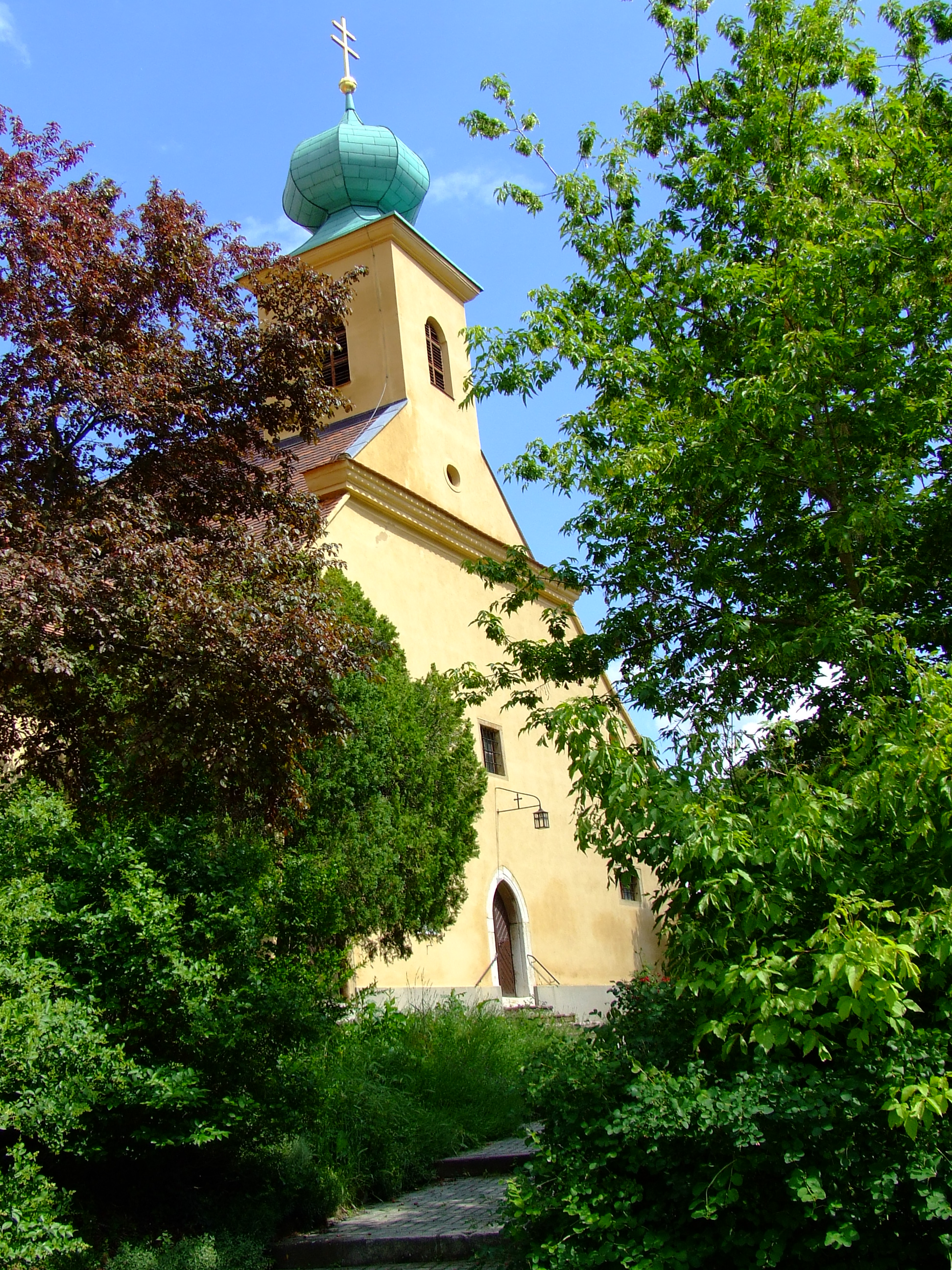
A városrész legrégebbi épülete a Mindenszentek temploma
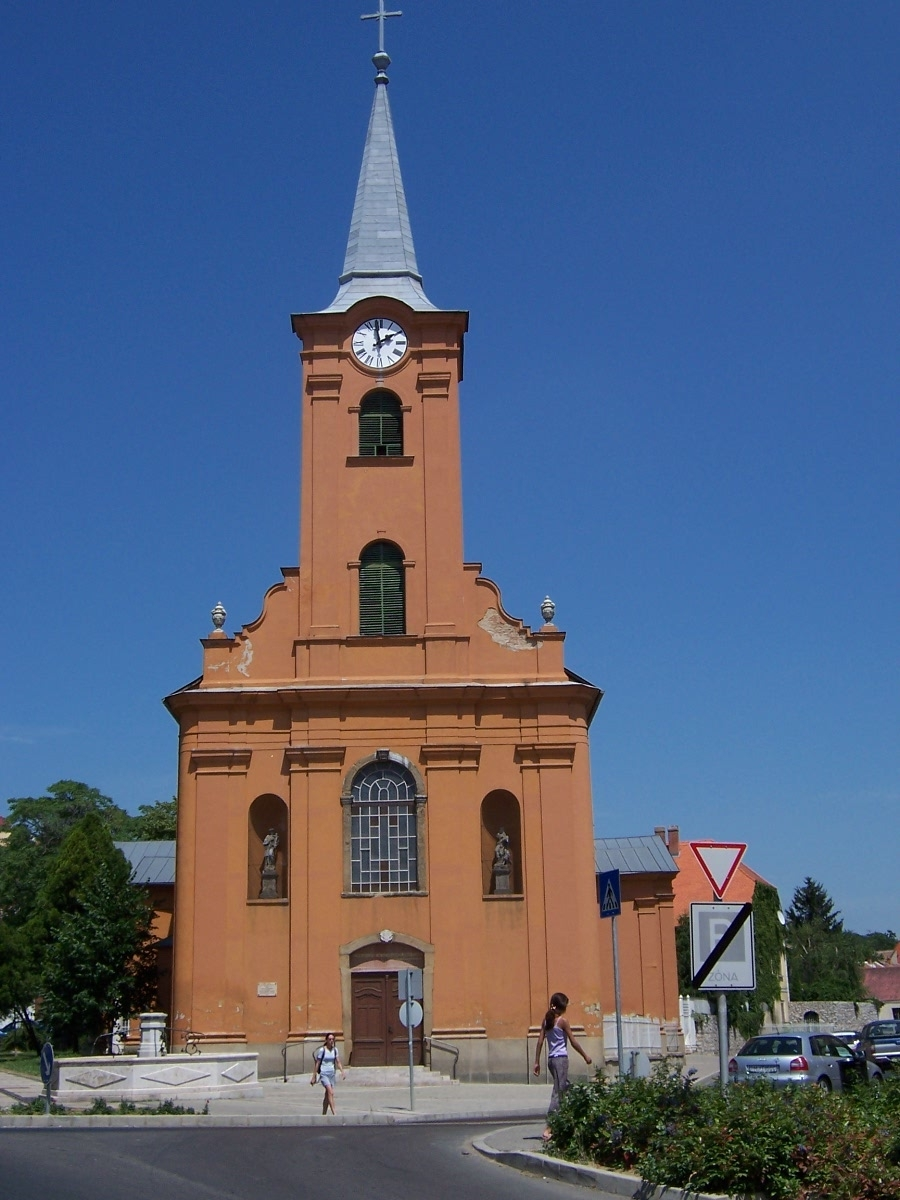
A városrész legdélebbi részén található a Szent Ágoston-templom